# NBA All-Star Game 1961
Le NBA All-Star Game 1961 s’est déroulé le 17 janvier 1961 au Onondaga County War Memorial Coliseum de Syracuse. Les All-Star de l’Ouest ont battu les All-Star de l’Est 153 à 131. Oscar Robertson (Royals de Cincinnati) a été élu MVP.

## Effectif All-Star de l’Est
- Bob Cousy (Celtics de Boston)
- Wilt Chamberlain (Warriors de Philadelphie)
- Bill Russell (Celtics de Boston)
- Tom Heinsohn (Celtics de Boston)
- Dolph Schayes (Syracuse Nationals)
- Paul Arizin (Warriors de Philadelphie)
- Tom Gola (Warriors de Philadelphie)
- Richie Guerin (Knicks de New York)
- Larry Costello (Syracuse Nationals)
- Hal Greer (Syracuse Nationals)
- Willie Naulls (Knicks de New York)

## Effectif All-Star de l’Ouest
- Bob Pettit (Saint-Louis Hawks)
- Oscar Robertson (Royals de Cincinnati)
- Jerry West (Lakers de Los Angeles)
- Elgin Baylor (Lakers de Los Angeles)
- Clyde Lovellette (Saint-Louis Hawks)
- Cliff Hagan (Saint-Louis Hawks)
- Gene Shue (Pistons de Détroit)
- Bailey Howell (Pistons de Détroit)
- Wayne Embry (Royals de Cincinnati)
- Walt Dukes (Pistons de Détroit)
- Rod Hundley (Lakers de Los Angeles)